# Uchigatana
L'uchigatana (打刀, « épée de combat ») est un sabre japonais utilisé à une main, fabriqué pendant la période Muromachi. Sa lame est fortement courbée près de la tsuka (poignée) et fait entre 60 cm et 90 cm. L'uchigatana est le remplaçant du Tachi pour les troupes combattant à pied.
Le terme katana (刀) désigne en japonais un ensemble de sabres dont l'uchigatana fait partie, même si le terme katana fait aujourd'hui principalement référence à l'uchigatana.